# Leistungstransistor

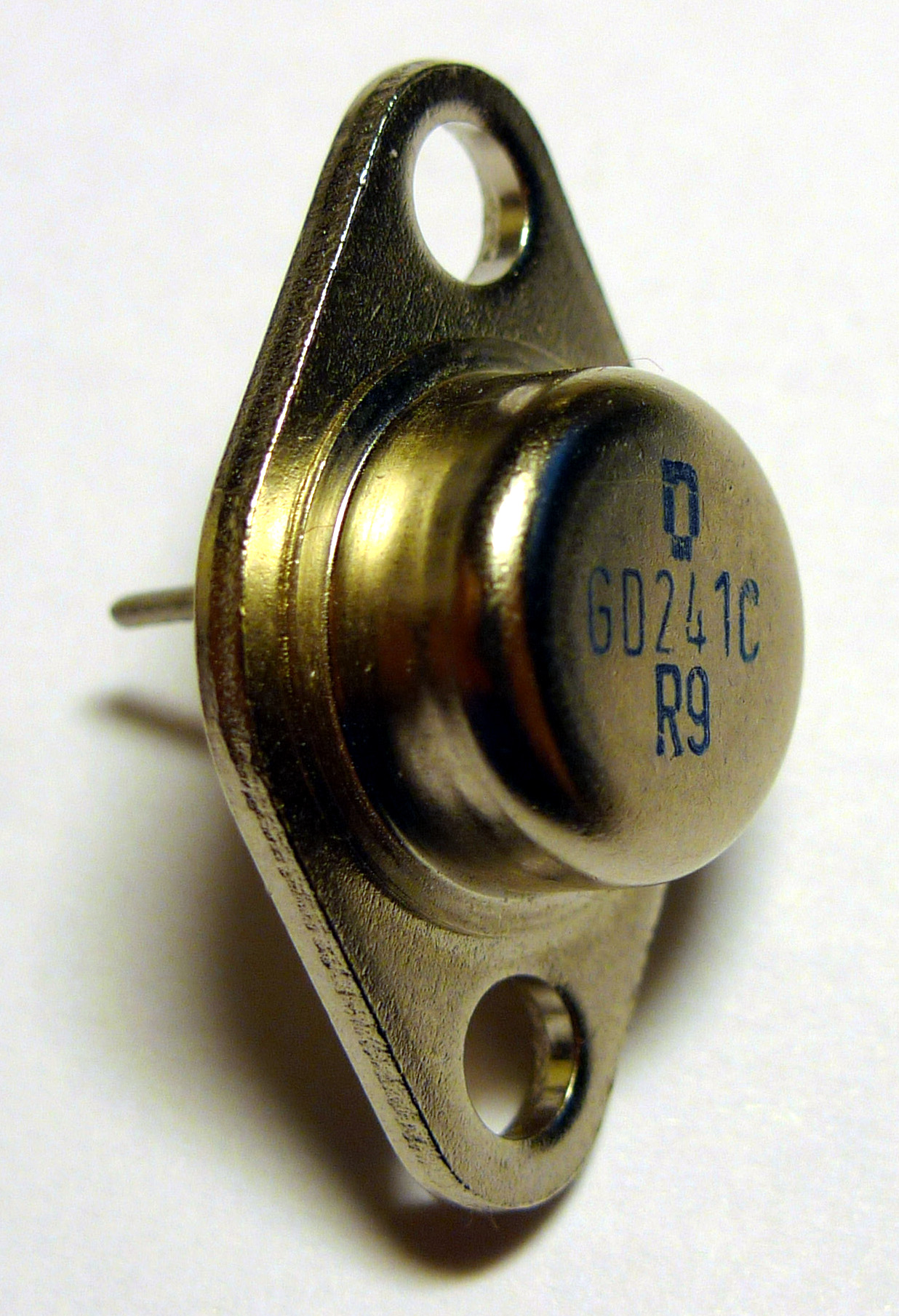
Bipolarer Leistungstransistor im TO-66-Gehäuse

Unter Leistungstransistor wird in der Elektronik ein Transistor zum Schalten oder Steuern größerer Spannungen, Ströme bzw. Leistungen bezeichnet. Die konkreten Werte ab welchen Größen und die Grenze zwischen Transistoren zur Signalverarbeitung und Leistungstransistoren ist nicht einheitlich festgelegt, aber meist werden Transistoren als Leistungstransistor bezeichnet, wenn sie eines oder mehrere folgender Merkmale aufweisen:
- maximaler Kollektorstrom bzw. Drainstrom über 1 A
- minimale Kollektor-Emitterspannung bzw. Drain-Source-Spannung über 50 V
- maximale Verlustleistung über 2 W
- Wärmewiderstand Sperrschicht-Gehäuse {\displaystyle R_{thJG}} unter 15 K/W (Pro-Electron-Definition)

Leistungstransistoren werden üblicherweise in Gehäusen produziert, welche eine leichte Abführung der thermischen Verluste ermöglichen, also einen möglichst geringen thermischen Widerstand aufweisen. Beispiele dafür sind die Möglichkeit das Gehäuse auf Kühlkörpern montieren zu können oder die Wärme über die Leiterplatte möglichst großflächig an die Umgebung abgeben zu können.
Der sichere thermische Arbeitsbereich eines Leistungstransistors wird in einem SOAR-Diagramm dargestellt.

## Arten

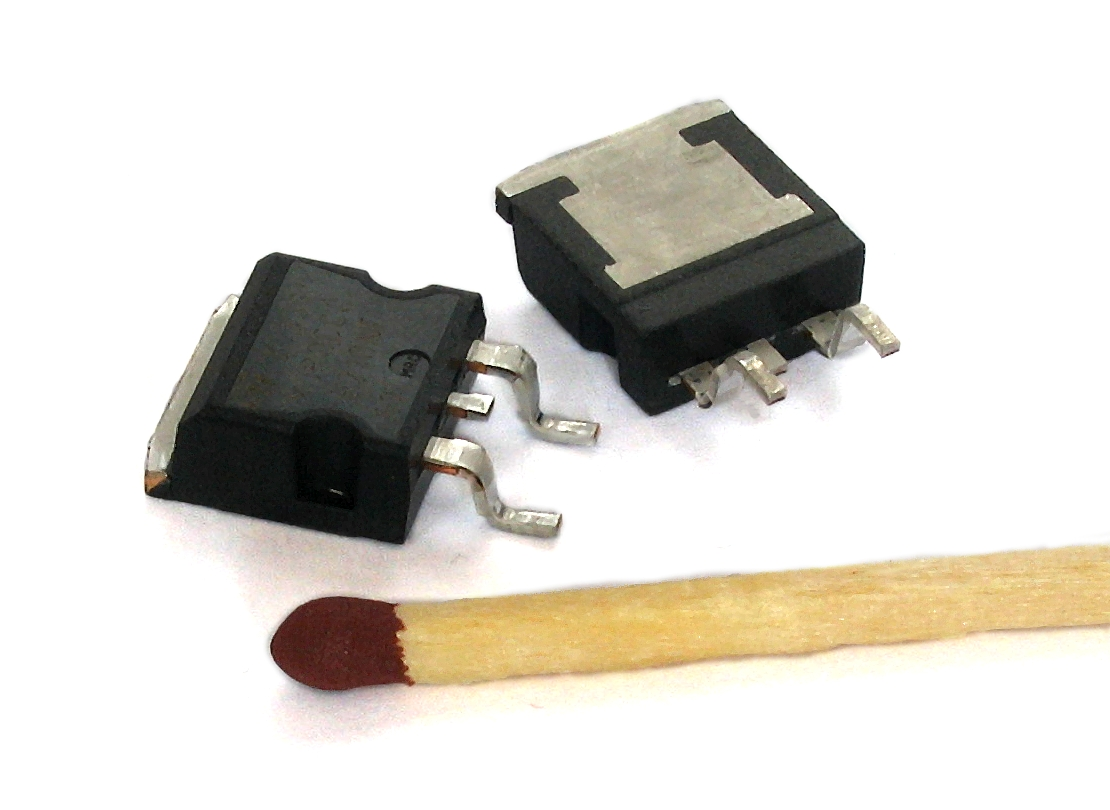
Leistungs-MOSFETs (Ober- und Unterseite) im SMD-Gehäuse D2PAK; Schaltvermögen bis zu 120 A

- Bipolare Leistungstransistoren wurden früher in Zeilenendstufen bei Fernsehgeräten mit Kathodenstrahlröhre eingesetzt, in elektronischen Vorschaltgeräten und elektronischen Niedervolt-Halogenglühlampen-Transformatoren. Ein weiteres Anwendungsgebiet sind Audioverstärker-Endstufen. Zur Verminderung der hohen Steuerströme werden sie für langsame Schaltanwendungen oft als Darlington-Schaltung ausgeführt, sind dann jedoch langsamer und besitzen eine höhere Sättigungsspannung. Für den Schaltbetrieb optimierte Leistungs-Darlington-Transistoren wurden bis ca. 1995 in Antriebsumrichtern und USV-Anlagen eingesetzt. Diese wurden jedoch durch den neu entwickelten IGBT schnell verdrängt. Die Parallelschaltung von Bipolartransistoren erfordert Emitterwiderstände zur Stromaufteilung, da deren Stromverstärkung einen positiven Temperaturkoeffizienten besitzt.

- Leistungs-MOSFETs lassen sich im Gegensatz zu bipolaren Transistoren bei niedrigen Schaltfrequenzen nahezu leistungslos steuern, da lediglich zum Umladen der Gatekapazität impulsweise Steuerströme benötigt werden. Der beim eingeschalteten Transistor verbleibende Widerstand RDS verursacht eine Verlustleistung nach {\displaystyle P=R\cdot I^{2}} und besitzt einen positiven Temperaturkoeffizienten, weshalb MOSFET parallel geschaltet werden können. MOSFET vertragen geringere Chip-Temperaturen (125 bis 150 °C) als Bipolartransistoren (150 bis 180 °C). Daher müssen MOSFET besser gekühlt werden als Bipolartransistoren bei gleicher Verlustleistung. Leistungs-MOSFET besitzen bei geringen Spannungen die geringsten statischen und dynamischen Verluste aller Leistungstransistoren.

- Insulated Gate Bipolar Transistoren (IGBT) stellen sich (im Ersatzschaltbild) wie ein bipolarer pnp-Transistor dar, der von einem MOSFET angesteuert wird, wodurch sich die Vorteile der beiden Transistortypen, geringe Ansteuerleistung und relativ geringe Verlustleistung, vereinen. IGBT sind bei Schaltspannungen ab einigen 100 V aufwärts sinnvoll, da sie im eingeschalteten Zustand prinzipiell einen Spannungsabfall von etwa 2 Volt besitzen. IGBT werden seit Mitte der 1990er-Jahre in der Leistungselektronik vermehrt eingesetzt und weisen pro IGBT-Modul ein Schaltvermögen für Ströme bis zu 3,6 kA und Spannungen bis zu 6,5 kV auf. IGBT schalten weniger schnell als Bipolartransistoren oder MOSFET.

## Kühlung
Die Höhe der Ströme und Spannungen, die von Halbleitern geschaltet werden können, wird durch die Möglichkeiten zur Abführung der Verlustwärme begrenzt. Chips von Leistungshalbleitern werden daher auf gut wärmeableitende Flächen des Gehäuses gebondet. Das kann das Gehäuse selbst oder eine Kühlfahne aus Kupfer sein, die meist zugleich einen der elektrischen Anschlüsse bilden. Sofern die auftretende Verlustleitung über die Oberfläche nicht durch Strahlung oder Konvektion abgegeben werden kann, werden solche Leistungstransistoren auf eine Wärmesenke montiert. 
Sie bestehen üblicherweise aus gut wärmeleitfähigen Werkstoffen wie Aluminium oder Kupfer. Vornehmlich in Massenprodukten dient oft lediglich die Leiterplatte als Kühlung und besitzt hierzu eine größere Kupferfläche, auf der zum Beispiel die Kühlfahne des Drainanschlusses verlötet ist. Zusätzlich können mehrere Durchkontaktierungen zur Leiterplatten-Rückseite (thermal vias) zur Wärmeableitung vorhanden sein.
Wird eine elektrisch isolierte Montage auf Kühlkörpern erforderlich, werden Wärmeleitpads verwendet. Alternativ gibt es Transistortypen mit vollisoliertem Kunststoffgehäuse. Vorteilhaft ist die Verwendung von Wärmeleitpaste, da diese Unebenheiten der beiden Kontaktflächen füllt und so den Wärmeübergangswiderstand vom Transistorgehäuse zum Kühlkörper verringert. Bei isolierender Montage ist auch die Art des Isolators zu beachten; je nach dessen mechanischer Beschaffenheit ist Wärmeleitpaste unterschiedlich nutzbringend.
Kenngrößen der Kühlung sind folgende Wärmewiderstände (Einheit Kelvin pro Watt):
- bauteilspezifischer Wärmewiderstand zwischen aktivem Bereich des Chips (Junction) und der Gehäuse-Außenfläche (Case) bzw. Kühlflansch (RthJC)
- bauteilspezifischer Wärmewiderstand zwischen aktivem Bereich des Chips (Junction) und Umgebung (Ambient) ohne Kühlkörper (RthJA)
- montage- und gehäusespezifischer Wärmewiderstand zwischen Bauteil-Kühlfläche und Kühlkörper-Oberfläche
- kühlkörperspezifischer Wärmewiderstand des Kühlkörpers gegen die Umgebung oder das Kühlmedium; oft angegeben als Diagramm in Abhängigkeit von der Strömungsgeschwindigkeit der Luft oder der Kühlflüssigkeit.

## Montage
Leistungstransistoren gibt es mit Löt- oder Schraubanschlüssen. Große IGBT werden als Scheiben mit seitlich herausgeführten Leitungen zur Ansteuerung gefertigt. Die Scheiben werden in einem Stapel eingespannt.
Der elektrische Anschluss des Source von MOSFET und auch des Emitters von Bipolar- und IGB-Transistoren muss besonders induktionsarm oder doppelt erfolgen, da er zugleich den Laststrom führt und Bezugspotential für die Steuerspannung ist. Oft besitzen MOSFET und IGBT daher zwei Emitter- bzw. Source-Anschlüsse, um die beiden Stromkreise der Ansteuerung und des Laststromes bis in das Gehäuse hinein getrennt auszuführen.